# Hog Molly
Hog Molly fue una banda heavy metal con base en la localidad de Seattle formada por Tad Doyle después de la disolución de la banda grunge Tad en el 2001, donde era vocalista. En este nuevo proyecto, Doyle demostró nuevamente sus aficiones paralelas, a diferencia de la mayoría de las demás bandas de Seattle que tenían influencias punk, demostrando un sonido que retomaba los viejos riffs pesados del heavy metal de los 70'. El sonido de Hog Molly era una verdadera fusión entre Motörhead y Black Sabbath. La banda publicó tan sólo un álbum (Kung Fu Cocktail Grip) en el 2001 por medio de la compañía discográfica Koolarrow Records, quienes prometieron una difusión eficiente, pero pasada una publicidad inicial efectiva, el grupo decide disolverse, con Doyle dando como excusa una inevitable "falta de inspiración" en el grupo. Además, Doyle deseaba formar nuevamente una banda que respondía al nombre de Hoof, quienes presumiblemente tendrían un material preparado para abril de 2005, mientras que los restantes miembros de Hog Molly ingresaron en otras bandas de la localidad de Seattle pertenecientes a una escena un tanto más underground.

## Miembros
- Tad Doyle - voz y guitarra
- Martin Chandler - guitarra
- Tyson García - bajo
- Jason Diabolis - batería

## Discografía
- Kung-Fu Cocktail Grip (2001, Koolarrow Records)

- Datos: Q5877011